# Kvalsund
Kvalsund kommune (nordsamisk: Fálesnuori gielda) er en tidligere kommune der ligger i Troms og Finnmark fylke i Norge. Den blev ved komunalreformen i Norge 2020 lagt sammen med Hammerfest. Den tidligere kommune bestod af byen Kvalsund, Neverfjord, Revneshamn, Skaidi og den kystsamiske bygd Kokelv inderst i Revsbotn.
Kvalsund ligger vest for Porsanger og syd for Måsøy. Mod sydvest ligger Alta, mens byen Hammerfest ligger mod vest. Landskabet præges af vidder på 500–700 meters højde, benyttet til sommergræsning for rensdyr.

## Fornorskning
Kvalsund var oprindeligt et rent kystsamisk område. I perioder på flere år i 1820- og 1830-tallet var der ingen lærere i hele Hammerfest landsogn, hverken for samer eller nordmænd. I 1850 var det tre omgangsskolelærere, men gennemsnitlig skolegang for hvert barn var mindre end tre uger, langt under skolelovens minimum, som den gang var to måneder. I 1860'erne blev der rejst flere skoler, men fortsat måtte mange tage til takke med omgangsskole. I 1880'erne skete undervisningen i bygden Kokelv i en fælles gamme med husdyrene inderst, folk boende i midten og skolen ude ved døren. Selv om det gennem 1800-tallet kom både nordmænd og kvener til Kvalsund, var samisk stadig flertallets sprog. I 1886 var der i kommunen tre samiske skolekredse og én norsk/samisk kreds, samt omgangsskole for samiske børn. Først ved folketællingen i 1930 var der så vidt flere norsktalende end samisktalende.

## Seværdigheder
I Kvalsund står også den bautastenlignende formation Stallo, opkaldt efter den samiske sagnfigur stallo, dvs. en menneskeædende trold eller dæmon udsendt af en noaide. En stallo er ond og dertil stærkere end mennesker; men ligesom troldene er den også dummere, så man kan klare at narre den.
I Leirbukt lå der tidligere en klippeblok med en 2.500 år gammel helleristning forestillende en båd og tre elge. Klippeblokken er nu er flyttet ind til Kvalsund kommunecenter.
Kvalsund kirke er en langkirke i træ, rejst i 1892/1935. Kirken var den eneste bygning i kommunen, som ikke blev afbrændt under den tyske hærs tilbagetrækning i 1944. Den måtte derfor benyttes både som bolig og som forretning.
I Kokelv findes et søsamisk museum  og kirke. Kirken blev bygget i 1960 som et soningstegn fra den tyske stat for raseringen af Finnmark under anden verdenskrig.